# Lomovšek
Lomovšek je priimek več znanih Slovencev:

## Znani nosilci priimka
- Blaž Lomovšek (*1956), hokejist
- Domine Lomovšek (*1954), hokejist
- Kaja Lomovšek, klavirska pedagoginja, korepetitorka baleta